# Жанибек (Западно-Казахстанская область)
Жанибе́к (каз. Жәнібек) — село в Казахстане, административный центр Жанибекского района Западно-Казахстанской области. Административный центр Жанибекского сельского округа. Код КАТО — 274230100.

## География
Станция Джаныбек Приволжской железной дороги на линии Красный Кут — Астрахань между станциями Кайсацкая и Эльтон.
Село расположено недалеко от границы с Российской Федерацией, в 3 км от села расположен казахстанский автомобильный пункт пропуска через границу (в Россию), пропускающий лишь граждан Казахстана и России.

## История
Постановлением временного Правительства от 3.06.1917 года посёлок при станции Джаныбек преобразован в город Степной.

## Население
| 1923  | 1939  | 1959  | 1970  | 1979  | 1989  | 1999  |
| ----- | ----- | ----- | ----- | ----- | ----- | ----- |
| 2877  | ↗5581 | ↘4692 | ↗6996 | ↗7808 | ↗8121 | ↘7580 |
| 2009  | 2021  |       |       |       |       |       |
| ↘7460 | ↗7586 |       |       |       |       |       |

В 1999 году население села составляло 7580 человек (3783 мужчины и 3797 женщин). По данным переписи 2009 года в селе проживало 7460 человек (3663 мужчины и 3797 женщин).
На начало 2019 года, население села составило 8155 человек (4031 мужчина и 4124 женщины).

### Известные жители
- Сундетов, Айтжан (1894—1973) — табунщик, Герой Социалистического Труда (1949).

## Инфраструктура
Имеются масло- и хлебозаводы, элеватор, нефтебаза и др.